# Synagoga w Hrubieszowie
Synagoga w Hrubieszowie – nieistniejąca synagoga, znajdująca się przed II wojną światową w Hrubieszowie.
Synagoga została zbudowana w 1715 r., po przyjeździe nowych i powrocie dawnych hrubieszowskich Żydów. Podczas II wojny światowej hitlerowcy zburzyli synagogę. Po zakończeniu wojny nie została odbudowana.
Murowany z cegły budynek synagogi wzniesiono na planie prostokąta, w stylu barokowym. Dach pierwotnie był wysoki łamany. Najprawdopodobniej w XIX wieku zamieniony na niski czterospadowy o łagodnym nachyleniu połaci. Elewacje boczne były podzielone gzymsem oraz pilastrami, między którymi znajdowały się wysokie, półkoliście zakończone okna.
We wnętrzu znajdował się mały przedsionek, z którego wchodziło się do głównej sali modlitewnej. Na wschodniej ścianie znajdował się bogato zdobiony Aron ha-kodesz, a na środku otoczona kutą balustradą bima. Na ścianach znajdowały się inskrypcje hebrajskie oraz polichromie o motywach zwierzęcych, roślinnych i innych. Po bokach znajdowały się dobudówki, w których mieściły się babińce.